# Different (Thomas Anders)
Different è il primo album in studio da solista del cantante tedesco Thomas Anders, pubblicato nel 1989.

## Tracce
1. Love of My Own – 4:52
2. On My Way – 5:54
3. Turn On the Light – 4:16
4. Living On the Edge – 4:45
5. You Are My Life – 4:44
6. One Thing – 3:57
7. Soldier – 4:37
8. Someone New – 4:51
9. Close Your Eyes to Heaven – 5:06
10. Fool (If You Think It's Over) – 5:41
11. True Love – 4:30
12. You Are My Life (Classical Mix) – 4:44